# Mad About the Toy
Mad About the Toy, titulado Loco por el juguete en España e Hispanoamérica, es el undécimo episodio de la trigésima temporada de la serie animada Los Simpson, y el episodio 650 de la serie en general. Se emitió en Estados Unidos en Fox el 6 de enero de 2019.
El episodio ganó el Premio Primetime Emmy por Mejor Programa Animado.

## Argumento
Homer y Marge celebran su aniversario, dejando a los niños en casa con el abuelo. Marge señala que el abuelo debe estar en casa en una hora, por lo que ella y Homer realizan todas sus actividades lo más rápido posible. En casa, Bart y Lisa están aburridos y le preguntan al abuelo si pueden jugar un juego. Bart encuentra algunos juguetes de hombres del ejército de plástico en el sótano, lo que causa pánico al abuelo.
La familia lo lleva al VA, pero el médico no puede averiguar qué está mal. Lisa se da cuenta de que la moldura de los juguetes de soldado se parece al abuelo, luego pregunta si la compañía que lo usó para las fotos de los hombres del ejército de plástico le pagó. El abuelo recuerda que en 1947 se le pagó para modelar a los hombres del ejército original, incluida la promesa de una regalía por cada juguete.
El abuelo termina en las noticias del Canal 6 y poco después llega a los titulares nacionales en la NBC. Después de los titulares, la compañía de juguetes que usaba al abuelo para sus juguetes lo invita a visitar su sede en la ciudad de Nueva York. El presidente le dice al abuelo que perdió millones de dólares porque nunca firmó su contrato. El abuelo recuerda que se acabó el rodaje porque el fotógrafo masculino lo besó. La compañía despidió al fotógrafo por ser gay. Al darse cuenta de que puede haber arruinado la vida del fotógrafo, el abuelo hace que su próximo objetivo sea visitarlo para disculparse.
Lisa descubre que el fotógrafo, Philip Hefflin, ahora vive en Marfa, Texas. El viaje es largo y la familia se encuentra con las luces de Marfa y Prada Marfa. Cuando llegan a la ciudad natal de Philip, el abuelo se topa con una galería llena de pinturas de él con su uniforme del ejército. Philip saluda a Abe, afirmando que era mejor ser fiel a sí mismo. Disfrutan el tiempo juntos antes de que Abe tenga que regresar a Springfield.
En la escena final en el patio trasero de la casa de la familia Simpson, Bart, Milhouse y Nelson están jugando con los juguetes de soldado. Después de que Bart se aburre, sugiere fundirlos en el microondas, lo que los niños terminan haciéndolo. Al final se puede ver un montaje de Abe y Philip.

## Recepción
Tony Sokol de Den of Geek le dio al episodio 3 de 5 puntos de clasificación, diciendo que "'Mad About the Toy' de Los Simpson juegan demasiado lejos por dentro e intentan tenerlo de ambas maneras. Al igual que las historias del abuelo, toma un camino muy tortuoso, pero no va a ninguna parte, además de Texas y Nueva York. El abuelo recibe la última palabra, pero como muchos de sus interminables aspectos, es demasiado despotricante pero no lo suficientemente elogioso. Eso es lo que solían decir antes: elogios fueron elogios y Molly era exactamente lo que llamabas una niña que salió con un gángster".
Dennis Perkins de The A.V. Club le dio al episodio un B+ de ranking, afirmando que "Es un riesgo, no por abordar la homosexualidad, sino por poner la historia en manos del abuelo, un personaje secundario que se usa con más frecuencia para el tipo de golpes rápidos en los codiciosos reaccionarios inventado para los memes de internet. Pero en pocos personajes de Los Simpson existen como sus estereotipos iniciales en este punto, y hay una historia más larga que la mayoría del espectáculo encontrando los toques correctos de rencor a la humanidad en la vieja fosa para hacer el trabajo de 'Mad About the Toy'".
"Mad About the Toy" obtuvo un índice de audiencia de 0.9 con un 4 de share y fue visto por 2.33 millones de espectadores, lo que convirtió a Los Simpson en el segundo programa de Fox de la noche con mayor audiencia detrás de Padre de familia.
El representante estatal de Texas, Poncho Nevárez tuiteó: "Si alguna vez te has preguntado cómo se vería Marfa en el mundo de los Simpson, aquí tienes. Bonita foto de la Corte del Condado de Presidio, junto con las capturas de pantalla de Marfa como se muestra en el episodio".